# Nicolae Ungureanu
Nicolae Ungureanu (Craiova, 1956. október 11. –) válogatott román labdarúgó, hátvéd.

## Pályafutása

### Klubcsapatban
1973 és 1975 között a CSŞ Craiova korosztályos csapatában kezdte a labdarúgást. 1975 és 1977 között az Electroputere Craiova, 1977 és 1987 között az Universitatea Craiova, 1987 és 1992 között a Steaua București labdarúgója volt. 1992–93-ban a Rapid București csapatában fejezte be az aktív labdarúgást. Az Universitatea Craiova csapatával két román bajnoki címet és három kupagyőzelmet ért el. A Steaua együttesével két román bajnoki címet és egy kupagyőzelmet szerzett. Tagja volt az 1988–89-es idényben BEK-döntős csapatnak.

### A válogatottban
1981 és 1989 között 56 alkalommal szerepelt a román válogatottban és egy gólt szerzett. Részt vett az 1984-es franciaországi Európa-bajnokságon.

## Sikerei, díjai
Universitatea Craiova
- Román bajnokság
  - bajnok (2): 1979–80, 1980–81
- Román kupa
  - győztes (3): 1978, 1981, 1983

 Steaua București
- Román bajnokság
  - bajnok (2): 1987–88, 1988–89
- Román kupa
  - győztes: 1989
- Bajnokcsapatok Európa-kupája (BEK)
  - döntős: 1988–89